# U19-Europamästerskapet i fotboll för damer 2022
U19-Europamästerskapet i fotboll för damer 2022 var den 19:e upplagan av U19-Europamästerskapet, och den 23:e  upplagan som spelas sedan turneringen startade upp som en U18-turnering. Turneringen spelades i Tjeckien, den 27 juni–9 juli 2022. Mästerskapet vanns av Spanien som i finalen besegrade Norge med 2–1.

## Format
Europamästerskapet avgjordes i ett gruppspel bestående av två grupper med fyra lag i varje grupp. De två bäst placerade lagen i vardera grupp mötte varandra i semifinaler. Vinnarna i dessa möttes i final.
Kvalificerade för deltagande var värdlandet samt 7 lag genom kvalspel. Följande lag blev kvalificerade:
| Grupp A                                                | Grupp B                                |
| ------------------------------------------------------ | -------------------------------------- |
| - Tjeckien (VÄRD) - Italien - Spanien - Frankrike (RM) | - Sverige - Norge - England - Tyskland |

Lottning av grupperna utfördes den 18 maj 2022.

## Arenor
Matcherna spelades på fem olika arenor i fyra tjeckiska städer, som alla ligger i regionen Mähren-Schlesien. Följande arenor användes:
| Stad          | Stadion                 | Matcher                     | Bild | Kapacitet |
| ------------- | ----------------------- | --------------------------- | ---- | --------- |
| Opava         | Městskýstadion, Opava   | gruppspel, semifinal, final |      | 7 758     |
| Karviná       | Městskýstadion, Karviná | gruppspel, semifinal        |      | 4 833     |
| Ostrava       | Městskýstadion, Ostrava | gruppspel                   |      | 15 123    |
| Ostrava       | Bazalystadion           | gruppspel                   |      | 10 039    |
| Frýdek–Místek | Stovkystadion           | gruppspel                   |      | 12 400    |

## Kvalspel
Inför detta mästerskap gjordes formatet för kvalspelet om. Från och med detta mästerskap skall följande format användas:
- Deltagande lag delas in i två divisioner, kallade A och B. Det första året, inför detta mästerskap, sker indelningen genom ranking med hjälp av en av Uefa beräknad koefficient.
- Omgång 1: Lagen i respektive division blir indelade i fyralagsgrupper.
  - Varje grupp spelar en "miniturnering".
  - Lag som placerar sig sist i respektive grupp i Division A blir nedflyttat till Division B.
  - Lag som placerar sig först i respektive grupp i Division B blir uppflyttat till Division A.
- Omgång 2: Ersätter tidigare elitomgång. Spelas på exakt samma sätt som omgång 1. 
  - Vinnande lag i respektive grupp i Division A kvalificerar sig till mästerskapet.
  - Lag som placerar sig sist i respektive grupp i Division A blir nedflyttat till Division B inför kommande säsongs turnering.
  - Lag som placerar sig först i respektive grupp i Division B blir uppflyttat till Division A inför kommande säsongs turnering.

### Resultat efter omgång 2
Division A: Gruppsegrare kvalificerade till mästerskapet. Sista lag nedflyttat.
| Grupp A1 | Grupp A1    |
| -------- | ----------- |
| 1        | Sverige (V) |
| 2        | Danmark     |
| 3        | Polen       |
| 4        | Kroatien    |

| Grupp A2 | Grupp A2     |
| -------- | ------------ |
| 1        | Tyskland (V) |
| 2        | Finland      |
| 3        | Ryssland     |
| 4        | Belarus      |

| Grupp A3 | Grupp A3    |
| -------- | ----------- |
| 1        | England (V) |
| 2        | Belgien     |
| 3        | Wales       |
| 4        | Island      |

| Grupp A4 | Grupp A4      |
| -------- | ------------- |
| 1        | Norge         |
| 2        | Österrike (V) |
| 3        | Ukraina       |
| 4        | Bulgarien     |

| Grupp A5 | Grupp A5                |
| -------- | ----------------------- |
| 1        | Italien (V)             |
| 2        | Ungern                  |
| 3        | Schweiz                 |
| 4        | Bosnien och Hercegovina |

| Grupp A6 | Grupp A6      |
| -------- | ------------- |
| 1        | Spanien       |
| 2        | Nederländerna |
| 3        | Portugal (V)  |
| 4        | Rumänien      |

| Grupp A7 | Grupp A7          |
| -------- | ----------------- |
| 1        | Frankrike (RM)    |
| 2        | Irland            |
| 3        | Grekland          |
| 4        | Tjeckien (V) (QV) |

| Grupp B1 | Grupp B1       |
| -------- | -------------- |
| 1        | Nordirland (V) |
| 2        | Malta          |
| 3        | Azerbajdzjan   |
| 4        | Färöarna       |

| Grupp B2 | Grupp B2       |
| -------- | -------------- |
| 1        | Slovenien (V)  |
| 2        | Nordmakedonien |
| 3        | Moldavien      |
| 4        | Liechtenstein  |

| Grupp B3 | Grupp B3     |
| -------- | ------------ |
| 1        | Serbien      |
| 2        | Litauen      |
| 3        | Lettland (V) |
| 4        | Montenegro   |

| Grupp B4 | Grupp B4      |
| -------- | ------------- |
| 1        | Skottland (V) |
| 2        | Kosovo        |
| 3        | Kazakstan     |
| 4        | Estland       |

| Grupp B5 | Grupp B5    |
| -------- | ----------- |
| 1        | Slovakien   |
| 2        | Andorra (V) |
| 3        | Georgien    |
| 4        | Armenien    |

| Grupp B6 | Grupp B6    |
| -------- | ----------- |
| 1        | Israel      |
| 2        | Turkiet (V) |
| 3        | Albanien    |
| 4        | Cypern      |

## Gruppspel

### Grupp A
| Nr | Lag       | S | V | O | F | GM | IM | MS  | P |
| -- | --------- | - | - | - | - | -- | -- | --- | - |
| 1  | Spanien   | 3 | 2 | 1 | 0 | 9  | 2  | +7  | 7 |
| 2  | Frankrike | 3 | 1 | 2 | 0 | 6  | 3  | +3  | 5 |
| 3  | Italien   | 3 | 1 | 1 | 1 | 7  | 5  | +2  | 4 |
| 4  | Tjeckien  | 3 | 0 | 0 | 3 | 0  | 12 | −12 | 0 |

|             | 27 juni 2022 | Tjeckien | 0 – 3           | Frankrike                                                  | Městskýstadion                         |                                        |
| 11:00 UTC+2 | 11:00 UTC+2  |          | (0 – 2) Rapport | 21′ Judith Coquet 45+1′ Inès Benyahia 90+2′ Noémie Mouchon | Ostrava Domare: Katalin Sipos (Ungern) | Ostrava Domare: Katalin Sipos (Ungern) |
| 11:00 UTC+2 | 11:00 UTC+2  |          |                 |                                                            | Ostrava Domare: Katalin Sipos (Ungern) | Ostrava Domare: Katalin Sipos (Ungern) |
| 11:00 UTC+2 | 11:00 UTC+2  |          |                 |                                                            | Ostrava Domare: Katalin Sipos (Ungern) | Ostrava Domare: Katalin Sipos (Ungern) |

|             | 27 juni 2022 | Spanien                                          | 3 – 1           | Italien                     | Městskýstadion                                   |                                                  |
| 17:30 UTC+1 | 17:30 UTC+1  | Vignola 29′ Carmen Álvarez 45+3′ Mirari Uria 61′ | (2 – 1) Rapport | 24′ (str.) Nicole Arcangeli | Opava Domare: Lizzy Van Der Helm (Nederländerna) | Opava Domare: Lizzy Van Der Helm (Nederländerna) |
| 17:30 UTC+1 | 17:30 UTC+1  |                                                  |                 |                             | Opava Domare: Lizzy Van Der Helm (Nederländerna) | Opava Domare: Lizzy Van Der Helm (Nederländerna) |
| 17:30 UTC+1 | 17:30 UTC+1  |                                                  |                 |                             | Opava Domare: Lizzy Van Der Helm (Nederländerna) | Opava Domare: Lizzy Van Der Helm (Nederländerna) |

|             | 30 juni 2022 | Italien                                   | 2 – 2           | Frankrike                             | Bazalystadion                              |                                            |
| 15:00 UTC+2 | 15:00 UTC+2  | Nicole Arcangeli 45+3′ (str.), 88′ (str.) | (1 – 0) Rapport | 65′ Judith Coquet 69′ Louna Ribadeira | Ostrava Domare: Jelena Pejković (Kroatien) | Ostrava Domare: Jelena Pejković (Kroatien) |
| 15:00 UTC+2 | 15:00 UTC+2  |                                           |                 |                                       | Ostrava Domare: Jelena Pejković (Kroatien) | Ostrava Domare: Jelena Pejković (Kroatien) |
| 15:00 UTC+2 | 15:00 UTC+2  |                                           |                 |                                       | Ostrava Domare: Jelena Pejković (Kroatien) | Ostrava Domare: Jelena Pejković (Kroatien) |

|             | 30 juni 2022 | Tjeckien | 0 – 5           | Spanien                                                           | Městskýstadion                               |                                              |
| 17:30 UTC+2 | 17:30 UTC+2  |          | (0 – 2) Rapport | 23′ Ane Elexpuru 37′ Fiamma 47′ Clara Pinedo 69′, 76′ Lucía Moral | Opava Domare: Katarzyna Lisiecka-Sęk (Polen) | Opava Domare: Katarzyna Lisiecka-Sęk (Polen) |
| 17:30 UTC+2 | 17:30 UTC+2  |          |                 |                                                                   | Opava Domare: Katarzyna Lisiecka-Sęk (Polen) | Opava Domare: Katarzyna Lisiecka-Sęk (Polen) |
| 17:30 UTC+2 | 17:30 UTC+2  |          |                 |                                                                   | Opava Domare: Katarzyna Lisiecka-Sęk (Polen) | Opava Domare: Katarzyna Lisiecka-Sęk (Polen) |

|             | 3 juli 2022 | Italien                                                                 | 4 – 0           | Tjeckien | Stovkystadion                               |                                             |
| 17:30 UTC+2 | 17:30 UTC+2 | Nicole Arcangeli 3′, 59′ Chiara Beccari 20′ Victoria Della Peruta 90+4′ | (2 – 0) Rapport |          | Frýdek–Místek Domare: Alina Peşu (Rumänien) | Frýdek–Místek Domare: Alina Peşu (Rumänien) |
| 17:30 UTC+2 | 17:30 UTC+2 |                                                                         |                 |          | Frýdek–Místek Domare: Alina Peşu (Rumänien) | Frýdek–Místek Domare: Alina Peşu (Rumänien) |
| 17:30 UTC+2 | 17:30 UTC+2 |                                                                         |                 |          | Frýdek–Místek Domare: Alina Peşu (Rumänien) | Frýdek–Místek Domare: Alina Peşu (Rumänien) |

|             | 3 juli 2022 | Frankrike            | 1 – 1           | Spanien           | Bazalystadion                              |                                            |
| 17:30 UTC+2 | 17:30 UTC+2 | Nesrine Bahlouli 31′ | (1 – 1) Rapport | 29′ Silvia Lloris | Ostrava Domare: Catarina Campos (Portugal) | Ostrava Domare: Catarina Campos (Portugal) |
| 17:30 UTC+2 | 17:30 UTC+2 |                      |                 |                   | Ostrava Domare: Catarina Campos (Portugal) | Ostrava Domare: Catarina Campos (Portugal) |
| 17:30 UTC+2 | 17:30 UTC+2 |                      |                 |                   | Ostrava Domare: Catarina Campos (Portugal) | Ostrava Domare: Catarina Campos (Portugal) |

### Grupp B
| Nr | Lag      | S | V | O | F | GM | IM | MS | P |
| -- | -------- | - | - | - | - | -- | -- | -- | - |
| 1  | Norge    | 3 | 2 | 0 | 1 | 4  | 5  | −1 | 6 |
| 2  | Sverige  | 3 | 2 | 0 | 1 | 3  | 1  | +2 | 6 |
| 3  | Tyskland | 3 | 1 | 0 | 2 | 4  | 4  | 0  | 3 |
| 4  | England  | 3 | 1 | 0 | 2 | 4  | 5  | −1 | 3 |

|             | 27 juni 2022 | Sverige                  | 2 – 0           | Tyskland | Stovkystadion                                    |                                                  |
| 15:00 UTC+2 | 15:00 UTC+2  | Matilda Vinberg 29′, 37′ | (2 – 0) Rapport |          | Frýdek–Místek Domare: Catarina Campos (Portugal) | Frýdek–Místek Domare: Catarina Campos (Portugal) |
| 15:00 UTC+2 | 15:00 UTC+2  |                          |                 |          | Frýdek–Místek Domare: Catarina Campos (Portugal) | Frýdek–Místek Domare: Catarina Campos (Portugal) |
| 15:00 UTC+2 | 15:00 UTC+2  |                          |                 |          | Frýdek–Místek Domare: Catarina Campos (Portugal) | Frýdek–Místek Domare: Catarina Campos (Portugal) |

|             | 27 juni 2022 | England                                                     | 4 – 1           | Norge                 | Městskýstadion                                 |                                                |
| 17:30 UTC+1 | 17:30 UTC+1  | Aggie Beever-Jones 17′, 71′ Jorja Fox 51′ Grace Clinton 90′ | (1 – 1) Rapport | 37′ Cathinka Tandberg | Karviná Domare: Katarzyna Lisiecka-Sęk (Polen) | Karviná Domare: Katarzyna Lisiecka-Sęk (Polen) |
| 17:30 UTC+1 | 17:30 UTC+1  |                                                             |                 |                       | Karviná Domare: Katarzyna Lisiecka-Sęk (Polen) | Karviná Domare: Katarzyna Lisiecka-Sęk (Polen) |
| 17:30 UTC+1 | 17:30 UTC+1  |                                                             |                 |                       | Karviná Domare: Katarzyna Lisiecka-Sęk (Polen) | Karviná Domare: Katarzyna Lisiecka-Sęk (Polen) |

|             | 30 juni 2022 | Norge                     | 2 – 1           | Tyskland                    | Městskýstadion                        |                                       |
| 15:00 UTC+2 | 15:00 UTC+2  | Iris Omarsdottir 57′, 83′ | (0 – 1) Rapport | 10′ Sarah Mattner-Trembleau | Karviná Domare: Alina Peşu (Rumänien) | Karviná Domare: Alina Peşu (Rumänien) |
| 15:00 UTC+2 | 15:00 UTC+2  |                           |                 |                             | Karviná Domare: Alina Peşu (Rumänien) | Karviná Domare: Alina Peşu (Rumänien) |
| 15:00 UTC+2 | 15:00 UTC+2  |                           |                 |                             | Karviná Domare: Alina Peşu (Rumänien) | Karviná Domare: Alina Peşu (Rumänien) |

|             | 30 juni 2022 | Sverige         | 1 – 0           | England | Stovkystadion                                |                                              |
| 17:30 UTC+2 | 17:30 UTC+2  | Elma Nelhage 7′ | (1 – 0) Rapport |         | Frýdek–Místek Domare: Katalin Sipos (Ungern) | Frýdek–Místek Domare: Katalin Sipos (Ungern) |
| 17:30 UTC+2 | 17:30 UTC+2  |                 |                 |         | Frýdek–Místek Domare: Katalin Sipos (Ungern) | Frýdek–Místek Domare: Katalin Sipos (Ungern) |
| 17:30 UTC+2 | 17:30 UTC+2  |                 |                 |         | Frýdek–Místek Domare: Katalin Sipos (Ungern) | Frýdek–Místek Domare: Katalin Sipos (Ungern) |

|             | 3 juli 2022 | Norge                     | 1 – 0           | Sverige | Městskýstadion                                   |                                                  |
| 20:00 UTC+2 | 20:00 UTC+2 | Oda Mathilde Johansen 77′ | (0 – 0) Rapport |         | Opava Domare: Lizzy Van Der Helm (Nederländerna) | Opava Domare: Lizzy Van Der Helm (Nederländerna) |
| 20:00 UTC+2 | 20:00 UTC+2 |                           |                 |         | Opava Domare: Lizzy Van Der Helm (Nederländerna) | Opava Domare: Lizzy Van Der Helm (Nederländerna) |
| 20:00 UTC+2 | 20:00 UTC+2 |                           |                 |         | Opava Domare: Lizzy Van Der Helm (Nederländerna) | Opava Domare: Lizzy Van Der Helm (Nederländerna) |

|             | 3 juli 2022 | Tyskland                                            | 3 – 0           | England | Městskýstadion                             |                                            |
| 16:00 UTC+2 | 16:00 UTC+2 | Sarah Mattner-Trembleau 44′, 90+5′ Sofie Zdebel 87′ | (1 – 0) Rapport |         | Karviná Domare: Jelena Pejković (Kroatien) | Karviná Domare: Jelena Pejković (Kroatien) |
| 16:00 UTC+2 | 16:00 UTC+2 |                                                     |                 |         | Karviná Domare: Jelena Pejković (Kroatien) | Karviná Domare: Jelena Pejković (Kroatien) |
| 16:00 UTC+2 | 16:00 UTC+2 |                                                     |                 |         | Karviná Domare: Jelena Pejković (Kroatien) | Karviná Domare: Jelena Pejković (Kroatien) |

## Slutspel

### Slutspelsträd
|  | Semifinaler | Semifinaler |   |  | Final   | Final |  |
|  |             |             |   |  |         |       |  |
|  |             |             |   |  |         |       |  |
|  | Spanien     | 1           |   |  |         |       |  |
|  | Sverige     | 0           |   |  |         |       |  |
|  |             |             |   |  |         |       |  |
|  |             |             |   |  |         |       |  |
|  |             |             |   |  | Spanien | 2     |  |
|  |             | Norge       | 1 |  |         |       |  |
|  |             |             |   |  |         |       |  |
|  |             |             |   |  |         |       |  |
|  |             |             |   |  |         |       |  |
|  |             |             |   |  |         |       |  |
|  | Norge       | 1           |   |  |         |       |  |
|  | Frankrike   | 0           |   |  |         |       |  |

### Semifinaler
|             | 6 juli 2022 | Spanien         | 1 – 0           | Sverige | Městskýstadion                           |                                          |
| 15:00 UTC+2 | 15:00 UTC+2 | Mirari Uria 51′ | (0 – 0) Rapport |         | Opava Domare: Catarina Campos (Portugal) | Opava Domare: Catarina Campos (Portugal) |
| 15:00 UTC+2 | 15:00 UTC+2 |                 |                 |         | Opava Domare: Catarina Campos (Portugal) | Opava Domare: Catarina Campos (Portugal) |
| 15:00 UTC+2 | 15:00 UTC+2 |                 |                 |         | Opava Domare: Catarina Campos (Portugal) | Opava Domare: Catarina Campos (Portugal) |

|             | 6 juli 2022 | Norge                     | 1 – 0           | Frankrike | Městskýstadion                                     |                                                    |
| 17:30 UTC+2 | 17:30 UTC+2 | Éloïse Sévenne 53′ (sjm.) | (0 – 0) Rapport |           | Karviná Domare: Lizzy Van Der Helm (Nederländerna) | Karviná Domare: Lizzy Van Der Helm (Nederländerna) |
| 17:30 UTC+2 | 17:30 UTC+2 |                           |                 |           | Karviná Domare: Lizzy Van Der Helm (Nederländerna) | Karviná Domare: Lizzy Van Der Helm (Nederländerna) |
| 17:30 UTC+2 | 17:30 UTC+2 |                           |                 |           | Karviná Domare: Lizzy Van Der Helm (Nederländerna) | Karviná Domare: Lizzy Van Der Helm (Nederländerna) |

### Final
|             | 9 juli 2022 | Spanien                             | 2 – 1           | Norge               | Městskýstadion                      |                                     |
| 15:00 UTC+2 | 15:00 UTC+2 | Ane Elexpuru 36′ Julia Bartel 90+4′ | (1 – 1) Rapport | 5′ Iris Omarsdottir | Opava Domare: Alina Peşu (Rumänien) | Opava Domare: Alina Peşu (Rumänien) |
| 15:00 UTC+2 | 15:00 UTC+2 |                                     |                 |                     | Opava Domare: Alina Peşu (Rumänien) | Opava Domare: Alina Peşu (Rumänien) |
| 15:00 UTC+2 | 15:00 UTC+2 |                                     |                 |                     | Opava Domare: Alina Peşu (Rumänien) | Opava Domare: Alina Peşu (Rumänien) |

## Anmärkningslista
1. 1 2  Ryssland och Belarus blev uteslutna på grund av Ukrainakonflikten. De kommer att tävla i Division B nästa gång de deltar.[5]
2. 1 2  Eftersom Ryssland och Belarus blev uteslutna, blev både Malta och Turkiet uppflyttade till Division A.[5]